# Dicranomyia esau
Dicranomyia esau är en tvåvingeart som först beskrevs av Alexander 1947.  Dicranomyia esau ingår i släktet Dicranomyia och familjen småharkrankar. Inga underarter finns listade i Catalogue of Life.